# Morris from America
Morris from America is een Amerikaans-Duitse film uit 2016, geschreven en geregisseerd door Chad Hartigan. De film ging in wereldpremière op 22 januari op het Sundance Film Festival in de U.S. Dramatic Competition.

## Verhaal
De dertienjarige Afro-Amerikaanse Morris heeft een nogal moeilijke relatie met zijn vader Curtis, tijdens zijn puberteit. Ze wonen nog maar pas in Heidelberg, Duitsland, een stad met een rijke geschiedenis maar weinig diversiteit. Morris wordt verliefd op Katrin, een lokaal Duits meisje en zijn tumultueuze verhouding met haar zorgt ervoor dat hij meer over zichzelf ontdekt en zorgt ook voor een nieuwe dynamiek in de relatie met zijn vader.

## Rolverdeling
| Acteur            | Personage     |
| ----------------- | ------------- |
| Markees Christmas | Morris Gentry |
| Craig Robinson    | Curtis Gentry |
| Carla Juri        | Inka          |
| Lina Keller       | Katrin        |
| Jakub Gierszał    | Per           |
| Levin Henning     | Bastian       |